# Bistum Linhai
Das Bistum Linhai (lat.: Dioecesis Taeceuvensis) ist ein römisch-katholisches Bistum mit Sitz in Linhai in der Volksrepublik China.

## Geschichte
Papst Pius XI. gründete mit dem Breve Supremi apostolatus das Apostolische Vikariat Taichow am 10. August 1926 aus Gebietsabtretungen des Apostolischen Vikariats Ningpo. Joseph Hu Jo-shan war einer der ersten sechs chinesischen Bischöfe, die durch Pius XI. am 28. Oktober 1926 zum Bischof geweiht wurden.
Mit der Apostolischen Konstitution Quotidie Nos wurde es am 11. April 1946 zum Bistum erhoben. Nach dem Tod von Joseph Hu Joo-shan hatte die Diözese weder einen offiziellen oder illegalen Bischof. Am 10. Juli 2010 wurde nach fast 50 Jahren der erste Bischof der Chinesischen Katholisch-Patriotischen Vereinigung geweiht, Anton Xu Jiwei, ehemaliger Apostolischer Administrator der gleichen Diözese seit 1999. 

## Ordinarien

### Apostolischer Vikar von Taichow
- Joseph Hu Joo-shan CM (30. Juli 1926 – 11. April 1946)

### Bischöfe von Linhai
- Joseph Hu Joo-shan CM (11. April 1946 – 28. August 1962)
- Anton Xu Jiwei, (10. Juli 2010 – 25. September 2016)